# 블러디 로어 2
《블러디 로어 2》(Bloody Roar 2)는 1998년에 만든 비디오 대전 격투 게임으로써 동물철권 2라고도 불리며 모험도, 봄버맨, 천외마경 시리즈로 유명한 허드슨 소프트에서 만든 게임이다. 블러디 로어 2는 블러디 로어의 인기에 힘입어 제작되었는데 현재는 블러디 로어 4까지 발매되어있는 상태이다.
당시 3D 대전격투는 남코의 철권과 세가의 버철파이터가 양대산맥으로 자리잡고 있었으나 3D 격투를 기반으로 누구나 호감을 느낄 수 있는 변신을 첨가해 큰 방향을 일으켰고 국내에서는 철권의 이름을 빌려 동물철권으로 소개되기도 하였다. 게임의 기본은 3D지만 2D 격투게임의 커맨드 입력도 존재하고 손, 발, 변신, 가드의 간단한 4개 버튼의 조작으로 어렵지 않다는 것이 큰 장점이다.

## 등장 인물

### 캐릭터
- 유고(Yugo) - 늑대
- 스턴(Stun) - 파리(곤충)
- 마블(Marvel) - 표범
- 바쿠류(Bakuryu) - 두더지
- 롱(Long) - 호랑이
- 엘리스(Alice) - 토끼
- 우리코(Uriko) - 고양이
- 부스지마(Busuzima) - 카멜레온
- 제니(Jenny) - 박쥐
- 가도(Gado) - 사자
- 셴롱(Shenlong) - 흑호

### 플레이 할 수 있는 캐릭터
- 9명이지만 총 11명의 캐릭터로 구성되어있다. Yugo(유고, 늑대), Stun(스턴, 곤충), Marvel(마블, 표범), Bakuryu(바쿠류, 두더지),Long(롱, 호랑이), Alice(엘리스, 토끼), Uriko(우리코, 반인반수), Busuzima(부수지마, 카멜레온), Jenny(제니, 박쥐)

### 플레이 할 수 없는 캐릭터
- Gado(가도, 사자)Final stage에 출현, Shenlong(셴롱, 청호)Special stage에 출현 Special stage는 한번도 게임오버 당하지 않고 Final stage까지 클리어 했을 시 입장가능하다.

## 평가
| 평가 |        |
| --- | ------ |
| 통합 점수 통합사 점수 게임랭킹스 78.86% [ 1 ] 평론 점수 평론사 점수 EGM 6.5/10 [ 1 ] 패미츠 32/40 [ 2 ] 게임 레볼루션 C+ [ 3 ] 게임프로 5/5 [ 1 ] 게임스팟 6.1/10 [ 4 ] IGN 8.8/10 [ 5 ] 넥스트 제네레이션 [ 6 ] OPM (US) 4/5 [ 1 ] PSM 4/5 [ 1 ] |        |
| 통합 점수 |        |
| 통합사 | 점수   |
| 게임랭킹스 | 78.86% |
| 평론 점수 |        |
| 평론사 | 점수   |
| EGM | 6.5/10 |
| 패미츠 | 32/40  |
| 게임 레볼루션 | C+     |
| 게임프로 | 5/5    |
| 게임스팟 | 6.1/10 |
| IGN | 8.8/10 |
| 넥스트 제네레이션 | [ 6 ]  |
| OPM (US) | 4/5    |
| PSM | 4/5    |

## 같이 보기
- 블러디 로어 3
- 블러디 로어 1